# Prigorje Brdovečko
Prigorje Brdovečko is een plaats in de gemeente Brdovec in de Kroatische provincie Zagreb. De plaats telt 1.258 inwoners (2001).